# Liga Premier de Irak 2014-15
La Liga Premier de Irak 2014–15 fue la 41.ª temporada de la liga de máxima división del fútbol iraquí desde su establecimiento en 1974. La temporada comenzó el 30 de septiembre y finalizó el 11 de julio de 2015 con la coronación del Naft Al-Wasat como campeón por primera vez en su historia.
El Al-Shorta es el campeón defensor, habiendo ganado su quinto título.

## Equipos promovidos
Equipos promovidos de la División 1 de Irak 2013–14
1. Naft Al-Wasat
2. Sulaymaniya FC
3. Al-Kahraba
4. Al-Hedood
Equipos descendidos a la División 1 de Irak 2014–15
Ninguno

## Formato
La temporada pasada no hubo descensos ya que la liga terminó antes de tiempo. 4 equipos de la división inferior fueron ascendidos, lo que resultó en una liga de 20 equipos para esta temporada.
El formato ha cambiado desde el sistema de ligas de una sola vuelta a un sistema de fase de grupos. La competencia consta de dos fases. La primera etapa de la liga se compone de dos grupos de diez equipos. Cada equipo jugará con los otros equipos en su grupo en dos ocasiones (en casa y fuera), y al finalizar, los cuatro mejores equipos de cada grupo avanzaran a la etapa final y el equipo que se ubique en la posición 10, será descendido.
La etapa final consiste en dos grupos de cuatro. Cada grupo tendrá dos equipos del Grupo 1 y Grupo 2 dos equipos de la primera etapa, y cada equipo jugará los otros lados de su grupo en dos ocasiones (en casa y fuera). Los dos equipos que finalicen en el primer de sus grupos avanzarán a una final a doble partido para determinar el campeón de la liga, mientras que los dos que terminen en segundo lugar, jugaran una eliminatoria a doble partido por el 3.er lugar.
El sorteo de los grupos y los partidos de la primera etapa se realizó el 8 de septiembre de 2014. El ganador y el subcampeón clasificarán a la Ronda de Play-Off de la Liga de Campeones de la AFC 2016.

## Equipos

### Datos generales
| Club              | Entrenador         | Ciudad       | Sede                         | Aforo  |
| ----------------- | ------------------ | ------------ | ---------------------------- | ------ |
| Al-Hedood         | Abdul Naji         | Bagdad       | Estadio Al-Hedood            |        |
| Al-Kahraba        | Shaker Mahmoud     | Bagdad       | Estadio Al Naft              | 3,000  |
| Al-Karkh          | Essam Hamed        | Bagdad       | Estadio Al Karkh             | 6,000  |
| Al-Minaa          | Hussam Al Sayed    | Basra        | Estadio Al Mina'a            | 10,000 |
| Al-Naft           | Sabah Abdul-Jaleel | Bagdad       | Estadio Al Naft              | 3,000  |
| Al-Quwa Al-Jawiya | Abbas Attiya       | Bagdad       | Estadio Al Jawiya            | 10,000 |
| Al-Shorta         | Mohamed Youssef    | Bagdad       | Estadio Al-Shaab (temporary) | 45,000 |
| Al-Talaba         | Saleh Radi         | Bagdad       | Al Talaba Stadium            | 6,000  |
| Al-Zawraa         | Emad Mohammed      | Bagdad       | Al Zawraa Stadium            | 20,000 |
| Baghdad FC        | Thayer Ahmed       | Baghdad      | Baghdad FC Stadium           | 3,000  |
| Dohuk SC          | Thayer Jassam      | Duhok        | Estadio Duhok                | 20,000 |
| Erbil             | Ayoub Odisho       | Erbil        | Estadio Franso Hariri        | 40,000 |
| Karbalaa FC       | Ali Hadi           | Karbalaa     | Estadio Karbala              | 5,000  |
| Masafi Al-Wasat   | Yahya Alwan        | Bagdad       | Estadio Al-Masafi            | 5,000  |
| Naft Al-Janoob    | Emad Aoda          | Basra        | Estadio Naft Al-Janoob       | 4,000  |
| Naft Maysan       | Hassan Ahmed       | Amarah       | Estadio Al-Maimuna           | 10,000 |
| Najaf FC          | Salman Husain      | Najaf        | Estadio An Najaf             | 10,000 |
| Naft Al-Wasat     | Abdul Ghani Shahad | Najaf        | Estadio Naft Al-Wasat        |        |
| Sulaymaniya       |                    | Sulaymaniyah | Estadio Sulaymaniyah         | 15,000 |
| Zakho             | Mohammad Qwayed    | Dohuk        | Estadio Duhok                | 6,000  |

## Primera fase

### Grupo 1
|     | Equipos de fútbol    | PJ | G  | E  | P  | GF | GC | Dif | Pts |
| --- | -------------------- | -- | -- | -- | -- | -- | -- | --- | --- |
| 01. | Al Quwa Al Jawiya(A) | 18 | 9  | 6  | 3  | 20 | 10 | +10 | 33  |
| 02. | Al-Zawraa SC(A)      | 18 | 10 | 3  | 5  | 21 | 16 | +5  | 33  |
| 03. | Naft Al-Janoob(A)    | 18 | 9  | 3  | 6  | 20 | 17 | +3  | 30  |
| 04. | Naft Al-Wasat(A)     | 18 | 8  | 4  | 6  | 16 | 12 | +4  | 28  |
| 05. | Al-Karkh SC          | 18 | 7  | 5  | 6  | 20 | 18 | +2  | 26  |
| 06. | Arbil FC             | 18 | 5  | 10 | 2  | 21 | 17 | +4  | 25  |
| 07. | Zakho FC             | 18 | 5  | 5  | 8  | 14 | 22 | -8  | 20  |
| 08. | Karbala FC           | 18 | 4  | 7  | 7  | 12 | 18 | -6  | 19  |
| 09. | Al-Kahraba           | 18 | 4  | 4  | 10 | 18 | 23 | -5  | 16  |
| 10. | Al Masafi(D)         | 18 | 3  | 5  | 10 | 16 | 25 | -9  | 14  |

Pts = Puntos; PJ = Partidos jugados; G = Partidos ganados; E = Partidos empatados; P = Partidos perdidos; GF = Goles anotados; GC = Goles recibidos; Dif = Diferencia de goles

(C) = Campeón; (D) = Descendido; (P) = Promovido; (E) = Eliminado; (O) = Ganador de Play-off; (A) = Avanza a siguiente ronda.

Fuente:
|  | Fase Final Grupo 1               |
|  | Descenso a la División 1 de Irak |

### Grupo 2
|     | Equipos de fútbol | PJ | G  | E | P | GF | GC | Dif | Pts |
| --- | ----------------- | -- | -- | - | - | -- | -- | --- | --- |
| 01. | Al-Shorta(A)      | 15 | 11 | 4 | 0 | 29 | 7  | +22 | 37  |
| 02. | Al-Minaa(A)       | 16 | 7  | 4 | 5 | 22 | 18 | +4  | 25  |
| 03. | Baghdad FC(A)     | 16 | 6  | 6 | 4 | 19 | 16 | +3  | 24  |
| 04. | Duhok FC(A)       | 15 | 5  | 6 | 4 | 18 | 18 | +0  | 21  |
| 05. | Al-Talaba         | 16 | 4  | 5 | 7 | 18 | 18 | +0  | 17  |
| 06. | Naft Maysan       | 16 | 3  | 8 | 5 | 14 | 20 | -6  | 17  |
| 07. | Al-Hedood         | 16 | 3  | 7 | 6 | 14 | 21 | -7  | 16  |
| 08. | Al-Naft           | 16 | 3  | 6 | 7 | 15 | 21 | -6  | 15  |
| 09. | Nayaf FC          | 16 | 3  | 6 | 7 | 10 | 20 | -10 | 15  |
| 10. | Sulaymaniya FC(D) | 0  | 0  | 0 | 0 | 00 | 00 | 0   | 0   |

Pts = Puntos; PJ = Partidos jugados; G = Partidos ganados; E = Partidos empatados; P = Partidos perdidos; GF = Goles anotados; GC = Goles recibidos; Dif = Diferencia de goles

(C) = Campeón; (D) = Descendido; (P) = Promovido; (E) = Eliminado; (O) = Ganador de Play-off; (A) = Avanza a siguiente ronda.

Fuente:
|  | Fase Final Grupo 2               |
|  | Descenso a la División 1 de Irak |

## Play-off por el Campeonato
Los ganadores de grupo jugarán una serie eliminatoria por el campeonato, mientras que los que terminen en segundo lugar jugarán una serie eliminatoria por el tercer lugar.

### Partido por3.erlugar

#### Partido de ida
|  | Local | vs. | Visita |  |  |

#### Partido de vuelta
|  | Local | vs. | Visita |  |  |

### Final

#### Partido de ida
|  | Local | vs. | Visita |  |  |

#### Partido de vuelta
|  | Local | vs. | Visita |  |  |

## Estadísticas

### Goleadores
| Posición | Jugador           | Club         | Goles |
| -------- | ----------------- | ------------ | ----- |
| 1        | Marwan Hussein    | Al-Shorta    | 8     |
| 1        | Hussein Ali Wahid | Al-Minaa     | 8     |
| 3        | Saad Abdul-Amir   | Arbil FC     | 7     |
| 3        | Abdul-Qadir Tariq | Al-Karkh     | 7     |
| 5        | Alaa Abdul-Zahra  | Al-Shorta    | 6     |
| 5        | Ali Salah         | Al-Talaba    | 6     |
| 5        | Mustafa Jalal     | Al-Zawraa SC | 6     |